# Hôtel-Dieu de France
L’Hôtel-Dieu de France est un hôpital universitaire privé situé au boulevard Alfred Naccache dans le quartier Est de Beyrouth au Liban. L'hôpital appartient à l’État français et son centre hospitalier dépend de la faculté de médecine de l’université Saint-Joseph de Beyrouth.

## Histoire
L’hôpital est très ancien ; dès 1883, un accord est conclu entre le gouvernement français et les Pères Jésuites donnant naissance à la faculté française de Médecine (FFM) de l’université Saint-Joseph (USJ). Un hôpital d’application fait cependant défaut à la faculté. Il faut attendre 1923 pour que l’Hôtel-Dieu de France ouvre ses portes et accueille son premier malade.
En 1984, bien que demeurant la propriété de l’État français, la gestion de l’hôpital est transférée à l’université Saint-Joseph. En 2001 a lieu l’inauguration du nouveau bâtiment de l’hôpital regroupant de nouveaux services d’hospitalisation, un service de radiothérapie, de nouveaux locaux pour les laboratoires, des bureaux administratifs et un parking souterrain.
L'hôpital a subi des dommages à la suite des explosions du 4 août 2020 au port de Beyrouth.
Le 6 mai 2022, l'Hôtel-Dieu de France à Beyrouth a célébré son centenaire.